# فرط كالسيوم البول
فرط كالسيوم البول (بالإنجليزية: Hypercalciuria أو hypercalcinuria)‏ هي حالة زيادة نسبة الكالسيوم في البول. فرط كالسيوم البول المزمن قد يؤدي إلى قصور كلوي أو كلاس كلوي.
فرط كالسيوم البول قد يكون لأسباب وراثية.